# 马亚-马亚国际机场
马亚-马亚机场（法語：Aéroport international Maya-Maya）是一座位于刚果（布）首都布拉柴维尔的机场。2004年吞吐量为447,699名乘客。
目前正在建设新航站楼及第二条跑道，一期工程现已完成，预计2011年全部竣工。

## 航线
| 航空公司                          | 目的地                                   |
| --------------------------------- | ---------------------------------------- |
| 泛非航空                          | 的黎波里                                 |
| 法航                              | 巴黎夏尔·戴高乐机场                      |
| 科特迪瓦航空                      | 阿布贾、科托努、杜阿拉、瓦加杜古、雅温得 |
| Air Service Gabon                 | 利伯维尔                                 |
| Benin Golf Air                    | 科托努、黑角                             |
| 马里航空                          | 巴马科、布拉柴维尔                       |
| 埃塞俄比亚航空                    | 亚的斯亚贝巴、金沙萨                     |
| ASKY Airlines运营的埃塞俄比亚公司 | 科托努、利伯维尔、洛美                   |
| Hewa Bora Airways                 | 金沙萨                                   |
| Interair South Africa             | 巴马科、科托努、约翰内斯堡               |
| 肯尼亚航空                        | 内罗毕                                   |
| 毛里塔尼亚航空                    | 阿布贾、巴马科、科托努、努瓦克肖特       |
| Phoebus Apollo Aviation           | 科托努、约翰内斯堡、利伯维尔、黑角       |
| 摩洛哥皇家航空                    | 卡萨布兰卡、黑角                         |
| TAAG Angola Airlines              | 班吉、杜阿拉、罗安达、黑角               |
| Toumai Air Chad                   | 班吉、杜阿拉、恩贾梅纳、利伯维尔、洛美   |
| Trans Air Congo                   | 科托努、杜阿拉、黑角                     |

## 事故
- 1989年9月19日，法國聯合航空772號班機的一架麦道DC-10-30（登记为N54629） （页面存档备份，存于）执行布拉柴维尔-恩贾梅纳-巴黎航班，从恩贾梅纳起飞46分钟后遭到炸弹袭击，飞机在飞越尼日尔时坠毁，所有156名乘客及14名机组人员全部遇难[1][2]。在之后近20年的时间内，这次事件成为死亡人数最多的事件，至2009年6月成为死亡人数第二多的事件（见法國航空447號班機空難）。
- 1996年11月23日：劫机者胁迫埃塞俄比亚航空961航班，最终坠毁于印度洋。
- 2009年8月26日，一架登记为TN-AIA的安-12在降落时坠毁。这架飞机是从黑角机场起飞的。五名乌克兰机组人员和一名刚果乘客死亡[3]。